# Detroit Arsenal
O Detroit Arsenal foi um time americano de futebol, fundado em 1997. O clube jogou inicialmente na USASA e ganhou o título da National Championship em 1999 e 2000, antes de ingressar na Conferência Centro-Oeste da National Premier Soccer League (NPSL), a quarta divisão da pirâmide de futebol americana, em 2005. 
O Arsenal jogou seus jogos em casa no Hurley Field, nos terrenos da Berkley High School, na cidade de Berkley, Michigan, a 17 milhas (27 km)   ao norte do centro de Detroit . As cores da equipe eram preto, prata e branco. 
O Arsenal foi campeão do NPSL em 2005, seu primeiro ano na competição após a expansão da liga no Centro-Oeste . 
Após a temporada de 2006 do NPSL, a gerência da equipe anunciou que passaria a temporada de 2007 em hiato. A equipe nunca retornou. 

## História
O Detroit Arsenal ingressou na National Premier Soccer League (NPSL), considerada o quarto nível da pirâmide americana e aproximadamente igual à USL Premier Development League (PDL), para a temporada de 2005, ao lado de outros sete clubes, como parte da expansão da liga no Centro-Oeste americano . 
O Arsenal teria uma primeira temporada de muito sucesso, ficando invicto na temporada regular com um recorde de 8 vitórias, 0 derrota e 2 empates, com 42 gols no campeonato e apenas 5 contra. O clube avançaria para as finais do play-off, derrotando o Sonoma County Sol para vencer o Campeonato NPSL por 1 a 0. 
Na segunda temporada em 2006, o Arsenal terminou em 2º na Conferência Centro-Oeste com um recorde de 7-2-1. O clube desistiu na baixa temporada. 

## Títulos
Campeão Invicto
| NACIONAIS      | NACIONAIS                      | NACIONAIS | NACIONAIS  |
|                | Competição                     | Títulos   | Temporadas |
| -------------- | ------------------------------ | --------- | ---------- |
| Estados Unidos | National Premier Soccer League | 1         | 2005       |